# Balls and My Word
| Críticas profissionais | Críticas profissionais |
| Avaliações da crítica  | Avaliações da crítica  |
| Fonte                  | Avaliação              |
| ---------------------- | ---------------------- |
| Allmusic               | link                   |
| HipHopDX.com           | link                   |
| RapReviews.com         | link                   |
| Rolling Stone          | link                   |
| Entertainment Weekly   | (B) link               |

Balls and My Word é o oitavo álbum de estúdio lançado por Scarface. Lançado em 8 de Abril de 2003, através da gravadora Rap-A-Lot Records, o CEO da Rap-A-Lot, James Prince, organizou um álbum de estúdio de canções não lançadas gravadas por Scarface não tinham sido lançadas com os álbuns anteriores. O álbum não conseguiu o mesmo sucesso que os álbuns anteriores de Scarface, se tornando apenas um pequeno êxito, tendo chegado ao número 20 na Billboard 200, e vendido 232,316 cópias.

## Lista de faixas
| #  | Título                  | Produtor(es)           | Intérprete (s)                   |
| -- | ----------------------- | ---------------------- | -------------------------------- |
| 1  | "Balls & My Word"       |                        | *Interlude*                      |
| 2  | "Recognize"             | Ensayne Wayne          | Scarface                         |
| 3  | "On My Grind"           | T. Mix                 | Scarface, Z-Ro                   |
| 4  | "Bitch Nigga"           | Mike Dean              | Scarface, Dirt Bomb, Bun B, Z-Ro |
| 5  | "Stuck At A Standstill" | N.O. Joe               | Scarface                         |
| 6  | "Strapped"              |                        | *Interlude*                      |
| 7  | "Only Your Mother"      | T. Mix                 | Scarface, Devin the Dude, Tela   |
| 8  | "Make Your Peace"       | Mike Dean, Tone Capone | Scarface                         |
| 9  | "Spend The Night"       | 7 Aurealis             | Scarface, Aries                  |
| 10 | "Mary II"               | Mike Dean, Tone Capone | Scarface                         |
| 11 | "Dirty Money"           | Mike Dean              | Scarface, Tanya Herron           |
| 12 | "Fuck'n With Face"      | Sam Sneed              | Scarface                         |
| 13 | "Invincible"            | Mr. Lee, N.O. Joe      | Scarface                         |
| 14 | "Real Nigga Blues"      | não creditado          | Lil' Papa Roach                  |

## Posições nas paradas
| Gráfico (2003)         | Melhores posições |
| ---------------------- | ----------------- |
| Billboard 200          | #20               |
| Top R&B/Hip Hop Albums | #3                |